# سوسک‌های جوی قزل‌آلا
سوسک‌های جوی قزل‌آلا (نام علمی: Amphizoa) نام یک سرده از زیرراسته پرخواران است.